# Лакербая, Андрей Михайлович
Андрей Михайлович (Куджмаханович) Лакербая (1865—1916), русский офицер, участник Первой мировой войны. Из абхазского дворянского рода, племянник Сергея Тлапсовича Лакербая.

## Биография
Родился 18 января 1865 года. Службу начал в возрасте 17 лет, в 1882 г., вступив рядовым на правах вольноопределяющегося 3 разряда в 3-й Кавказский линейный батальон. В 1883 г. командирован в Тифлисское пехотное юнкерское училище для прохождения курса. Произведен в унтер-офицеры в 1884 г. В связи с переформированием батальона зачислен в Сухумский местный батальон 1.05.1884 г. Переведен из приготовительного в младший класс училища 6.06.1884 г. Переведен в 5-й Кавказский резервный пехотный батальон 9.06.1884. Переведен в старший класс училища 5.06.1885 г. Произведен в старшие унтер-офицеры — 7.11.1885 г. По окончании училища по 1 разряду произведен в подпрапорщики — 1886 г. Командирован в Эриванский местный батальон 12.09.1886 г. произведен в подпоручики — 30.09.1886 г. (старшинство в чине 1.09.1886 г.). Назначен и.д. Батальонного адъютанта 21.08.1887 г. Переведен в 6-й Кавказский резервный пехотный батальон в 1889 г. Произведен в поручики 1890 г. Высочайше разрешено принять и носить персидский орден Льва и Солнца 4 ст. Произведен в штабс-капитаны в 1891 г. Награждён орденом Св. Станислава 3 ст. — 1892 г. Произведен в капитаны в 1896 г., пожалован серебряной медалью в память коронации Николая II — 1896 г., награждён орденом Св. Анны 3 ст. — 1897 г. Командирован в распоряжение Кутаисского военного губернатора в 1899 г. Назначен и.д. Сухумского полицмейстера с оставлением по армейской пехоте в 1899 г., назначен и.д. мирового посредника Сухумского округа в 1901 г. Награждён орденом Св. Станислава 2 ст. — 1901 г. Произведен в подполковники в 1904 г. Награждён орденом Св. Анны 2 ст. в 1907 г. Произведен в полковники с утверждением в должности мирового посредника Сухумского округа в 1909 г. Награждён орденом Св. Владимира 4 ст. в 1912 г. Объявлено высочайшее благоволение за труды по сельскохозяйственной и культурно-промышленной выставке «Черноморское побережье — Кавказско-русская ривьера» в 1914 г. переведен в 4-й Кавказский пограничный полк в 1916 г. В том же году назначен командиром 4-го батальона того же полка.
С 8.04.1916 г. находился на персидском фронте в составе 1-го кавказского кавалерийского корпуса.
Убит в бою с турками у перевала Серлиль-Кернид 21 апреля 1916 года.
Был женат на дочери коллежского асессора Анастасии Петровне Довришевой, уроженке тифлисской губернии.

## Награды
- орден Льва и Солнца 4 степени — 1890 год
- орден Святого Станислава 3 степени — 1892 год
- пожалован медалью в память коронации Николая II — 1896 год
- орден Святой Анны 3 степени — 1897 год
- орден Святого Станислава 2 степени — 1901 год
- орден Святой Анны 2 степени в 1907 год
- орден Святого Владимира 4 степени в 1912 год